# Doktor Bramwell
Doktor Bramwell (Bramwell) är en brittisk TV-serie som sändes åren 1995-1998. Serien hade premiär i Sverige den 31 mars 1998.
Serien utspelar sig 1895 i läkarmiljö, där Eleonor Bramwell blir den första kvinnan att öppna egen läkarpraktik.

## Rollista i urval
- Jemma Redgrave - Dr. Eleonor Bramwell
- David Calder - Dr. Robert Bramwell
- Robert Hardy - Sir Herbert Hamilton
- Michele Dotrice - Lady Cora Peters
- Andrew Connolly - Dr. Finn O'Neill
- Ruth Sheen - Syster Ethel Carr
- Kevin McMonagle - Dr. Joseph Marsham
- Ben Brazier - Sidney Bentley
- David Bark-Jones - Major Quarrie
- Cliff Parisi - Daniel Bentley
- Keeley Gainey - Kate
- Maureen Beattie - Alice Costigan